# Leptotarsus (Tanypremna) saltatrix
Leptotarsus (Tanypremna) saltatrix is een tweevleugelige uit de familie langpootmuggen (Tipulidae). De soort komt voor in het Neotropisch gebied.